# Palpita rhodocosta
Palpita rhodocosta is een vlinder uit de familie van de grasmotten (Crambidae), uit de onderfamilie van de Spilomelinae. De wetenschappelijke naam van deze soort is voor het eerst voorgesteld door Hiroshi Inoue in een publicatie uit 1997.

## Verspreiding
De soort komt voor in Papoea-Nieuw-Guinea en Australië (Queensland).

## Ondersoorten
- Palpita rhodocosta rhodocosta Inoue, 1997
- Palpita rhodocosta erythraia Inoue, 1997 (Papoea-Nieuw-Guinea)